# Oh Cecilia (Breaking My Heart)
«Oh Cecilia (Breaking My Heart)» (укр. О Сесилія (Розбиваєш Моє Серце)) — сингл 2014 року британського поп-гурту The Vamps, римейк хіта дуету Simon & Garfunkel 1970 року «Cecilia». Оригінальна пісня увійшла до їхнього дебютного студійного студійного альбому Meet the Vamps (2014), а більш пізня версія з вокалом канадського співака Шона Мендеса була випущена 12 жовтня 2014 року, як п'ятий сингл альбому.
Сингл потрапив до музичних чартів Австралії, Ірландії, Нової Зеландії, Шотландії, Південної Африки і Великої Британії (де він сягнув 9 сходинки, ставши для групи п'ятою піснею в топ-10 британського чарту).

## Історія створення
«Oh Cecilia (Breaking My Heart)» є адаптацією хіта дуету Simon & Garfunkel 1970 року «Cecilia». Тексти пісень є оригінальними і в основному відрізняються, хоча приспів у пісні The Vamps повторює приспів пісні Simon & Garfunkel.

## Музичне відео
Існує два музичних відео на пісню. В одному з них з них The Vamps і Мендес потрапили в корабельну аварію біля тропічного острову, звідки вони посилають сигнал SOS для порятунку, який помітив літак, а інший кліп був знятий з благодійною метою та за участі відомих осіб.

## Трек-лист
- Цифрове завантаження[4]

1. «Oh Cecilia (Breaking My Heart)» (за участі Шона Мендеса) — 3:14
2. «Hurricane» — 3:19

- Цифрове завантаження

1. «Oh Cecilia (Breaking My Heart)» (The Basement Acoustic Mix) — 3:23

- CD-версія

1. «Oh Cecilia (Breaking My Heart) (Наживо на O2 Arena)» — 3:16
2. «Teenagers» — 2:40
3. «Dear Maria, Count Me In/Sugar We're Going Down (Попурі)» — 2:53
4. «Girls On TV (Наживо на O2 Arena)» — 3:40

## Чарти
| Чарт (2014)                               | Найвища позиція |
| ----------------------------------------- | --------------- |
| Австралія (ARIA)                          | 46              |
| Ірландія (IRMA)                           | 42              |
| Нова Зеландія (RIANZ)                     | 13              |
| Шотландія (Official Charts Company)       | 3               |
| Південна Африка (EMA)                     | 4               |
| Велика Британія (Official Charts Company) | 9               |